# Pablo Gaitán
Pablo Leonel Gaitán (Capitán Bermúdez, Provincia de Santa Fe, Argentina; 9 de mayo de 1992) es un futbolista argentino. Juega como mediocampista central y su primer equipo fue Atlético Rafaela. Actualmente milita en FC Buzău de la Liga II de Rumania.

## Clubes
| Club               | País      | Año       |
| ------------------ | --------- | --------- |
| Atlético Rafaela   | Argentina | 2012-2015 |
| Unión de Sunchales | Argentina | 2016-2018 |
| Atlético Rafaela   | Argentina | 2018      |
| General Díaz       | Paraguay  | 2019-2020 |
| Politehnica Iași   | Rumania   | 2021      |
| FC Buzău           | Rumania   | 2021-?    |

### Estadísticas
- Actualizado al 19 de mayo de 2021

| Club                       | Div.                | Temporada           | Liga | Liga | Copa Nacional | Copa Nacional | Copa Internacional | Copa Internacional | Total | Total |
| Club                       | Div.                | Temporada           | PJ   | G    | PJ            | G             | PJ                 | G                  | PJ    | G     |
| -------------------------- | ------------------- | ------------------- | ---- | ---- | ------------- | ------------- | ------------------ | ------------------ | ----- | ----- |
| Atlético Rafaela Argentina |                     |                     |      |      |               |               |                    |                    |       |       |
| 1.ª                        | 2011/12             | 0                   | 0    | 2    | 0             | -             | -                  | 2                  | 0     |       |
| 1.ª                        | 2012/13             | 1                   | 0    | 2    | 0             | -             | -                  | 3                  | 0     |       |
| 1.ª                        | 2013/14             | 0                   | 0    | -    | -             | -             | -                  | 0                  | 0     |       |
| 1.ª                        | 2014                | 0                   | 0    | -    | -             | -             | -                  | 0                  | 0     |       |
| 1.ª                        | 2015                | 3                   | 0    | -    | -             | -             | -                  | 3                  | 0     |       |
| 2.ª                        | 2018/19             | 1                   | 0    | 1    | 0             | -             | -                  | 2                  | 0     |       |
| Total                      | Total               | 5                   | 0    | 5    | 0             | -             | -                  | 10                 | 0     |       |
| Unión (S) Argentina        |                     |                     |      |      |               |               |                    |                    |       |       |
| 3.ª                        | 2016                | 12                  | 1    | 2    | 1             | -             | -                  | 14                 | 2     |       |
| 3.ª                        | 2016/17             | 29                  | 6    | 3    | 0             | -             | -                  | 32                 | 6     |       |
| 3.ª                        | 2017/18             | 27                  | 8    | 4    | 1             | -             | -                  | 31                 | 9     |       |
| Total                      | Total               | 68                  | 15   | 9    | 2             | -             | -                  | 77                 | 17    |       |
| General Díaz Paraguay      |                     |                     |      |      |               |               |                    |                    |       |       |
| 1.ª                        | 2019                | 22                  | 2    | 1    | 0             | -             | -                  | 23                 | 2     |       |
| 1.ª                        | 20                  | 17                  | 1    | -    | -             | -             | -                  | 17                 | 1     |       |
| Total                      | Total               | 39                  | 3    | 1    | 0             | -             | -                  | 40                 | 3     |       |
| Politehnica Iași · Rumania |                     |                     |      |      |               |               |                    |                    |       |       |
| 1.ª                        | 2020/21             | 11                  | 1    | 1    | 0             | -             | -                  | 12                 | 1     |       |
| Total                      | Total               | 11                  | 1    | 1    | 0             | -             | -                  | 12                 | 1     |       |
| Total en su carrera        | Total en su carrera | Total en su carrera | 123  | 19   | 16            | 2             | -                  | -                  | 139   | 21    |